# Saab 340

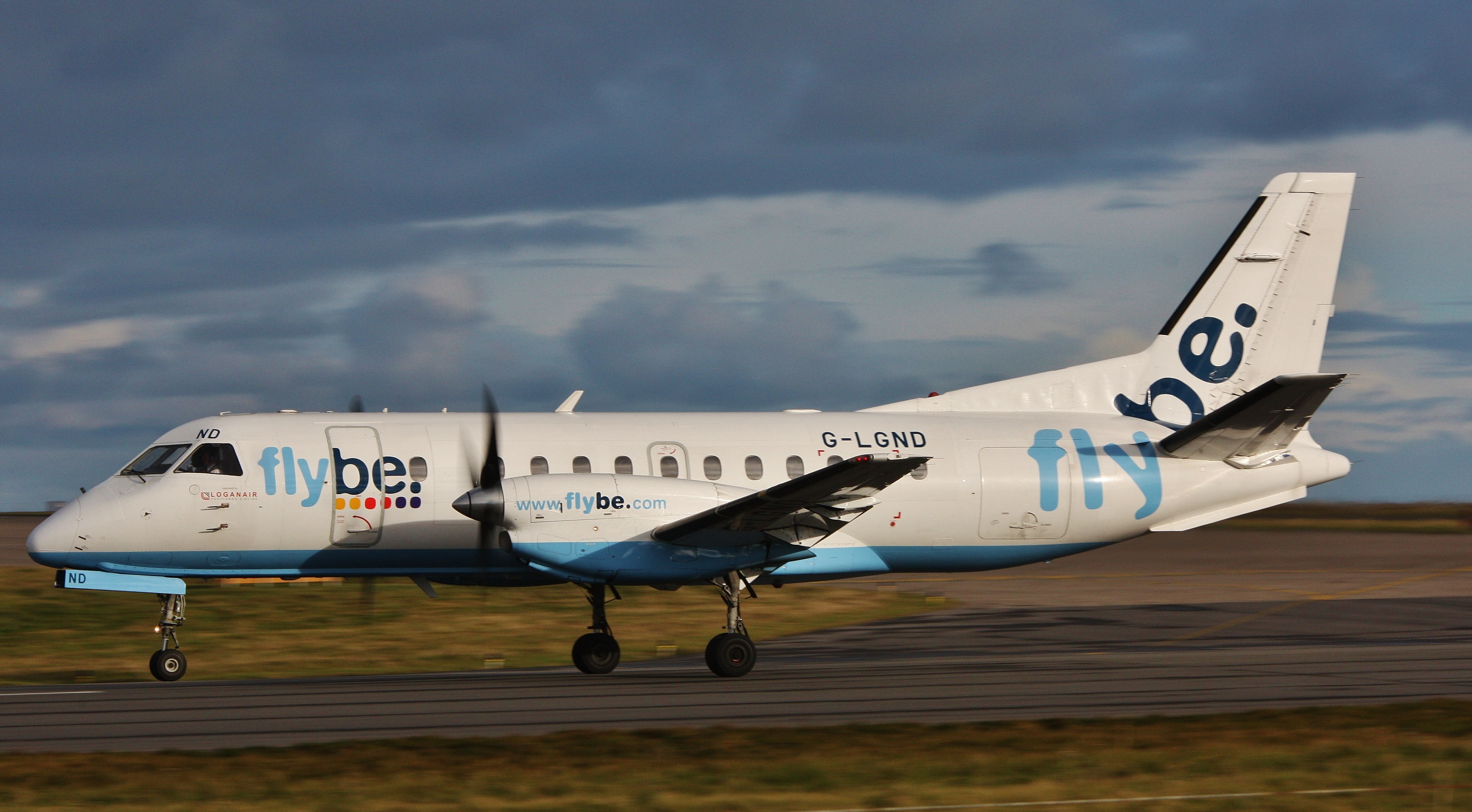
Flybe SAAB 340

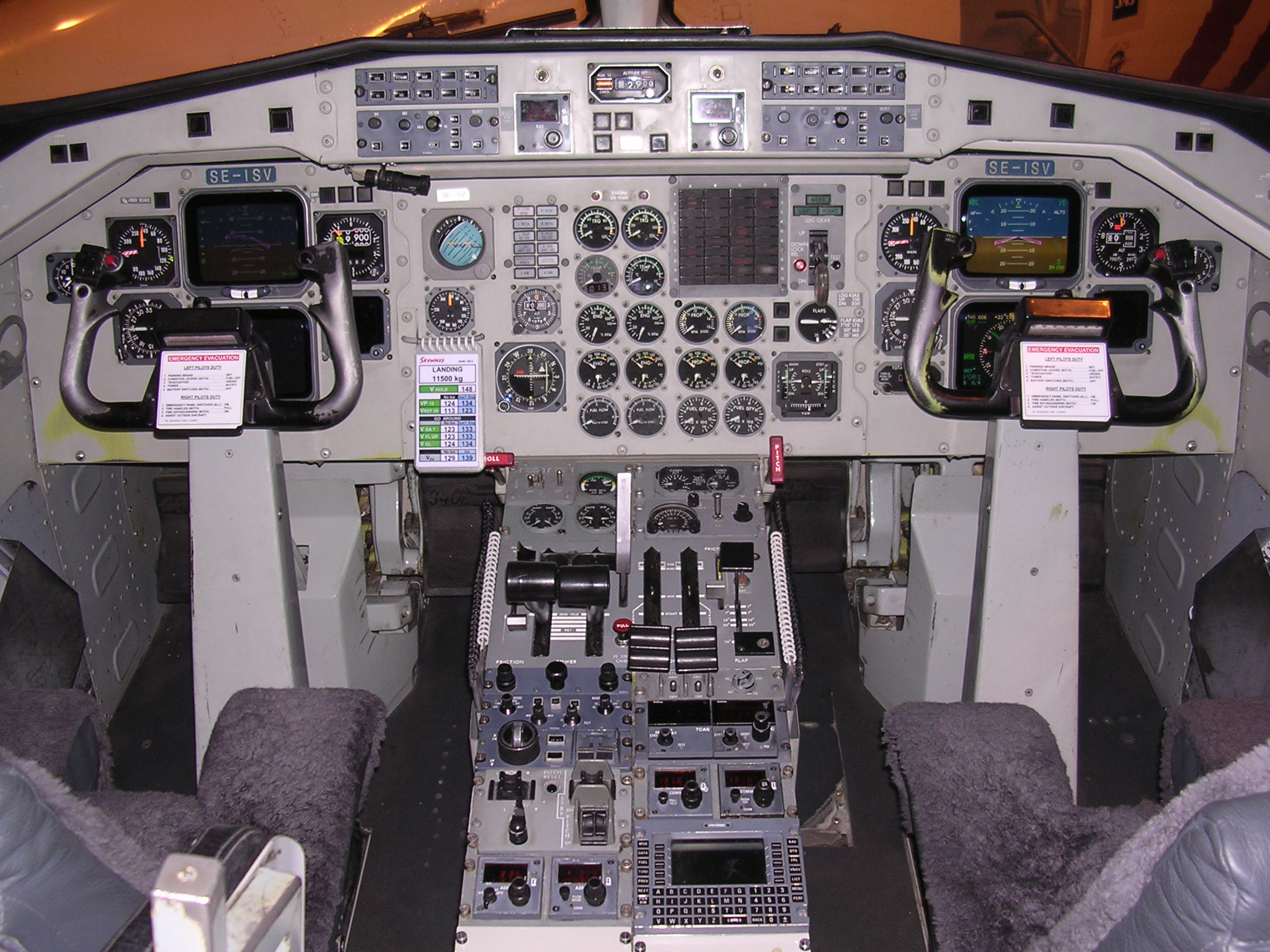
Instrumentbräda SAAB SF340A

Saab 340 är ett turbopropflygplan med två General Electric-motorer (CT7) utvecklat av Saab och Fairchild. Fairchild drog sig på ett tidigt stadium ur samarbetet och flygplanet, ursprungligen med namnet SF-340, döptes om till Saab 340. Det första provflygplanet flög första gången 1983 och typen certifierades 1984. Totalt byggdes det 459 exemplar. En ombyggnation till fraktflyg har utvecklats i Kanada. Det har normalt säten för 34 passagerare (därav namnet). SAAB 340 används fortlöpande i det svenska försvaret och den japanska kustbevakningen (JCG) har fyra Search and Rescue (SAR)-flygplan.
Tillverkningen av Saab 340 upphörde 1998, men typen används fortfarande och hade fram till aug 2011 gjort 11,2 miljoner flygningar.

## Flygbolag
Det schweiziska flygbolaget Crossair var det första flygbolaget som flög Saab 340 och även Saab 2000. 

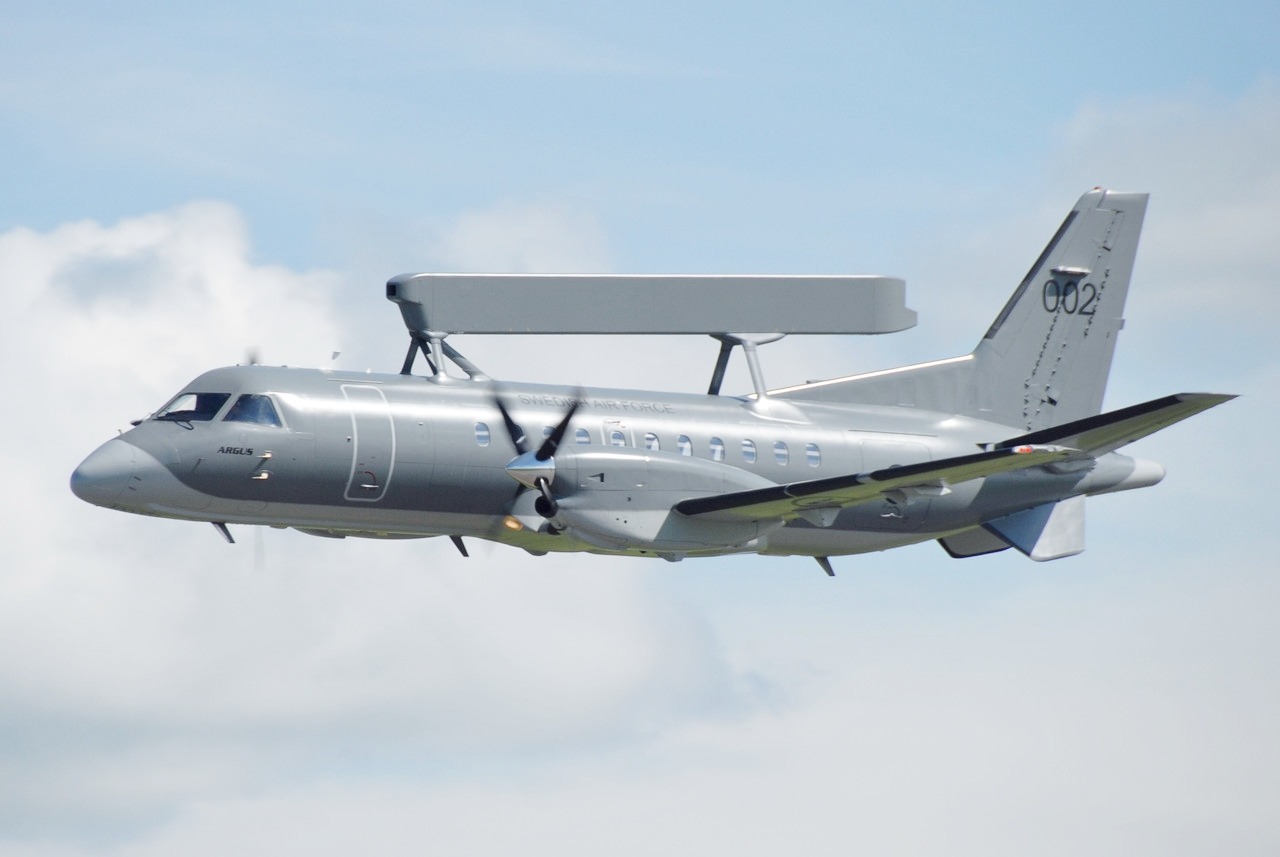
SAAB-340 Erieye.

| AeroMéxico Connect                  | 2  |
| Air Leap                            | 5  |
| Air Panama                          | 2  |
| Air Rarotonga                       | 1  |
| Air Åland                           | 4  |
| AMR Eagle                           | 45 |
| Avion Express                       | 4  |
| Avitrans Nordic                     | 13 |
| Bimini Island Air                   | 2  |
| Calm Air                            | 6  |
| Caribair                            | 2  |
| CCA                                 | 7  |
| Colgan Air                          | 38 |
| Corporate Express                   | 1  |
| CSA                                 | 2  |
| CTK Network Aviation                | 2  |
| DOT                                 | 2  |
| Estonian Air                        | 2  |
| Eznis Airways                       | 3  |
| FleetAIR                            | 2  |
| Golden Air                          | 9  |
| Hokkaido Air System                 | 3  |
| IBC Airways                         | 8  |
| Japan Air Commuter                  | 11 |
| Japan Coast Guard                   | 4  |
| Kenya Airways                       | 2  |
| Líneas Aéreas del Estado (LADE)     | 2  |
| Loganair                            | 16 |
| Mali Air Express                    | 2  |
| Mars RK                             | 2  |
| Mesaba Airlines                     | 49 |
| Murray Aviation                     | 1  |
| Nationale Regionale Transport - NRT | 2  |
| Nextjet                             | 3  |
| Norse Air                           | 5  |
| OLT Ostfriesische Lufttransport     | 2  |
| Overland Airways                    | 1  |
| Pacific Coastal Airlines            | 8  |
| Peninsula Airways                   | 10 |
| Prince Edward Air                   | 1  |
| Provincial Airlines                 | 2  |
| RAF-AVIA                            | 2  |
| Regional Express (Rex)              | 42 |
| Robin Hood Aviation                 | 2  |
| Ryjet-Aerotaxis del Mediterráneo    | 1  |
| Saint-Ex Cargo                      | 3  |
| SkyBahamas                          | 3  |
| SkyTaxi                             | 1  |
| Sol Líneas Aéreas                   | 4  |
| Solinair                            | 3  |
| South Airlines                      | 2  |
| SprintAir                           | 10 |
| Swedish Air Force                   | 9  |
| TAG                                 | 1  |
| Transwest Air                       | 3  |
| Western Air                         | 4  |

## Militär användning
S 100 Argus är den svenska militära beteckningen på en Saab 340 utrustad med Saab Microwaves (tidigare Ericsson) flygburna radar Erieye. Systemet används av det svenska flygvapnet för stridsledning och luftbevakning (STRIL).